# Mirošov u Rokycan
Mirošov (deutsch Miröschau, älter auch Mireschau) ist eine Stadt mit 2238 Einwohnern (Stand: 1. Januar 2023) in Tschechien. Sie liegt acht Kilometer südöstlich von Rokycany im Brdywald und gehört zum Okres Rokycany. Die Katasterfläche beträgt 1153 ha.

## Geographie
Der Ort bildet das Zentrum des Miröschauer Beckens im westlichen Brdywald und befindet sich in 457 m ü. M. im Tal des Příkosický potok vor dessen Einmündung in den Skořický potok. Östlich erhebt sich der bereits auf dem Terrain des Truppenübungsplatzes Brdy gelegene Záborčí (569 m). Im Norden liegt der Svatý Vojtěch (513 m) und im Westen der Wald Holubí kout mit einem Campingplatz. Durch Mirošov führt die Eisenbahnnebenstrecke von Rokycany nach Nezvěstice und die Staatsstraße 117 zwischen Spálené Poříčí und Dobřív. 
Nachbarorte sind Čtrnáctka, Hrádek und Hory u Mirošova im Norden, Dobřív im Nordosten, der Truppenübungsplatz Brdy im Osten, Skořice im Südosten, Myť und Příkosice im Süden, Drážky und Kakejcov im Südwesten, Nevid und Veselá im Westen sowie Peklo im Nordwesten.

## Geschichte
Die erste urkundliche Erwähnung von Mirošov stammt aus dem Jahre 1366. Besitzer des Ortes war Dobrohost von Ronsperg, der dem Kloster der Dominikaner in Pilsen zwei Gehöfte überließ. Ab 1400 ist Wilhelm von Žďár als Besitzer nachweisbar. Seit 1454 gehörte der Ort zu den Besitzungen der Burg Dršťka.
Im 16. Jahrhundert überließ Ferdinand I. Mirošov an Florian Griesbeck von Griesbach. Griesbeck ließ sich das Renaissanceschloss Miröschau errichten und sein Sohn Blasius verkaufte den Besitz 1616 an Adam Vratislav von Mitrovice. 1726 erwarb die Hofkammer das Gut Miröschau von Jan Antonin Vratislav von Mitrovice. 1749 entstand die Schlossbrauerei. Bis 1868 war Miröschau ein Kammergut und wurde dann zusammen mit dem Gut Zbiroh an das Wiener Bankhaus Kirchmayer & Siemund veräußert. Aus dem Besitz der Bank erwarb der Unternehmer Bethel Henry Strousberg im gleichen Jahr beide Güter. 1879 konnte Strousberg Zbiroh und Mirošov nicht mehr halten und verkaufte die Güter an Hieronymus von Colloredo-Mannsfeld.
Nach der Entdeckung von Steinkohlenlagern begann 1833 deren Abbau und aus den ursprünglich kleinen Gruben entwickelte sich die Miröschau-Libuschin-Schwadowitzer Steinkohlenbergbau-AG, die 1890 auch das Schloss erwarb. In der Blütezeit des Miröschauer Bergbaus arbeiten etwa 1600 Bergleute in den Gruben. 1869 entstand die Eisenbahn von Rokycany nach Mirošov, die bis 1879 nur dem Güterverkehr diente und 1882 noch bis Nezvěstice weitergeführt wurde. Im Jahre 1947 wurde der Bergbau eingestellt.
Weitere Besitzer des Schlosses waren der Direktor der Bergbaugesellschaft Jan Fitz und nach dessen Tode Max Maendl. Im Jahre 1930 wurde die Brauerei stillgelegt. Nach der deutschen Besetzung verließ der Jude Josef Maendl das Land und verkaufte 1939 das Schloss an den Politiker Ladislav Karel Feierabend, welcher ein Jahr später auch außer Landes gehen musste.

### Massaker von Mirošov
Zum Ende des Zweiten Weltkrieges wurde im Schloss Mirošov ein Kriegsgefangenenlager für Angehörige des Waffen-SS und der Wlassow-Armee eingerichtet. Im Schloss erfolgte nach Kriegsende 1945 die Ermordung von mehr als 300 deutschen Kriegsgefangenen auf Befehl des Lagerkommandanten und Partisanenführers Frantisek Foukal. Die Opfer wurden anschließend in einem Massengrab im Schlosspark verscharrt. Weiterhin bestand zu dieser Zeit ein Internierungslager für deutsche Zivilisten aus dem Pilsener Raum. 
Nach seiner Rückkehr aus dem Exil nahm Ladislav Karel Feierabend das Schloss Mirošov wieder in Besitz und entdeckte das Massengrab. 1948 musste Feierabend erneut flüchten, diesmal vor den Kommunisten. Er ging ins Ausland und das Schloss wurde 1952 enteignet und in Staatseigentum überführt. Nach Jahren des Verfalls erhielt die Tochter Feierabends 1991 das Schloss als Restitution wieder und begann mit der Sanierung.

## Ortsgliederung
Die Gemeinde besteht aus den Ortsteilen Mirošov (Miröschau) und Myť (Schlag). Grundsiedlungseinheiten sind Čtrnáctka, Hory u Mirošova, Mirošov und Myť.

## Sehenswürdigkeiten
- Renaissanceschloss Mirošov, erbaut im 16. Jahrhundert und zwischen 1719 und 1723 durch Jakob Auguston umgestaltet
- wüste Feste Dvorce mit einer Kapelle aus dem Jahre 1891
- Kirche des HL. Josef auf dem Markt, 1693 erbaut
- Statue des Hl. Johannes von Nepomuk bei der Kirche
- Engelsstatue bei der Kirche
- Statue des Hl. Antonius von Padua bei der Kirche
- Statuengruppe Pieta bei der Kirche
- Ausspanne auf dem Markt
- altes Speicherhaus
- Kirche des Hl. Jakobus, nördlich der Stadt am Fuße des Hügels Svatý Vojtěch

## Söhne und Töchter der Stadt
- Karel Kašpar (1870–1941), Kardinal